# Cromosoma artificial bacteriano
BAC, o cromosoma artificial bacteriano, es un Vector de clonación usado para clonar fragmentos de ADN (de 100 a 300 kb de tamaño; media de 150 kb) en Escherichia coli, basado en el plásmido factor-F encontrado de modo natural en la bacteria E. coli.
Es uno de los tipos de vectores de clonación conocidos como "vectores de alta capacidad", que incluye cósmidos, BACs, PACs y YACs, por contraposición con plásmidos, vectores derivadores de fago lambda, fagémidos y fásmidos, que son de baja capacidad.
Los BACs son muy utilizados como vectores de clonación para la construcción de genotecas genómicas, como en el Proyecto Genoma Humano. Su gran utilización se debe a su notable capacidad, su gran estabilidad y su bajo porcentaje de quimerismo. 
Dado el gran tamaño de los BAC recombinantes las estrategias de introducción más eficientes han sido mediante electroporación. 
Un BAC típico consta de:
- OriS: origen de replicación del factor F
- repE: control de la replicación del plásmido
- parA, B, C: control de la replicación
- CMr: cloranfenicol acetil-transferasa (CAT) (gen de resistencia a cloranfenicol)
- LacZ’: con un polilinker en su interior. Se usa para el ensayo de alfa-complementación.

## Procedimiento declonación
- a) Se corta el vector con HindIII para linealizarlo.
- b) Se desfosforilan los extremos 5’ del vector para evitar autoligación.
- c) Se digiere nuestra muestra con HindIII o compatible. Se seleccionan los fragmentos según su tamaño por electroforesis y se purifican.
- d) Llevamos a cabo la reacción de ligación.
- e) Transferencia de los vectores a una célula por electroporación.
- f) Selección de los clones en un medio con cloranfenicol y X-gal (son positivos los que sobreviven en cloranfenicol y carecen de actividad beta-galactosidasa.